# Катастрофа DC-8 в Маскелии
Катастрофа DC-8 в Маскелии — крупная авиационная катастрофа, произошедшая в среду 4 декабря 1974 года. Авиалайнер DC-8-55CF авиакомпании Martinair, зафрахтованный Garuda Indonesia, выполнял чартерный рейс MP138 по маршруту Сурабая- Коломбо- Джидда (перевозил направлявшихся в Мекку индонезийских паломников), но при посадке в аэропорту Коломбо врезался в гору Анджималай близ города Маскелия . В катастрофе погиб 191 человек — крупнейшая авиакатастрофа в Шри-Ланке.

## Самолёт
Douglas DC-8-55CF с серийным номером 45818 и заводским 242 был выпущен 26 октября 1965 года и был оборудован четырьмя двигателями PW JT3D-3B. Под бортовым номером N802SW он был приобретён Flying Tiger Line, которая 13 ноября того же года сдала его в аренду Seaboard World Airlines. 1 октября 1971 года авиалайнер арендовала Loftleiðir Icelandic, в которой он эксплуатировался до 16 сентября 1973 года под бортовым номером TF-LLK и именем Leifur Eriksson. В том же году его приобрела Martinair, бортовой номер при этом сменился на PH-MBH. Всего на момент катастрофы авиалайнер имел 35 613 часов налёта, из них в Martinair — 3347 часов.

## Экипаж
Самолётом управлял опытный экипаж, его состав был таким:
- Командир воздушного судна — 58-летний Хендрик Ламме (нидерл. Hendrik Lamme). Родился 6 июня 1916 года. С 1938 года пилот Королевских ВВС Нидерландов, 16 июня 1952 года получил лицензию пилота коммерческих авиалиний, был квалифицирован для полётов на L749/L1049, CV-240, CV-340, DC-4, DC-6, DC-7 и DC-8 (с 13 декабря 1963 года). Общий лётный опыт — 26 770 часов, из них на DC-8 — около 4000 часов[3]. Опыта полётов в Сурабаю и Коломбо не имел[4].
- Второй пилот — 33-летний Роберт Бломсма (нидерл. Robert Blomsma). Родился 9 октября 1941 года[4]. 5 февраля 1970 года получил лицензию пилота коммерческих авиалиний, был квалифицирован для полётов на F28, DC-3 и DC-8 (с 22 октября 1974 года). Общий лётный опыт — около 2480 часов, из них на DC-8 — 47 часов. Опыта полётов в дальневосточный сектор не имел[5].
- Бортинженер — 48-летний Йоханнес Хиесбертус Уэйнандс (нидерл. Johannes Gijsbertus Wijnands). Родился 13 сентября 1926 года. 16 июня 1958 года получил лицензию бортинженера, был квалифицирован для полётов на DC-3, CV-240, CV-340, DC-7 и DC-8 (с 2 марта 1973 года). Общий лётный опыт — не менее 13 654 часов, из них на DC-8 — около 3000 часов[6].

В салоне самолёта работали 6 бортпроводников:
- Ингрид ван дер Влиет (нидерл. Ingrid van der Vliet) — старший бортпроводник,
- Генриетта Боргхолс (нидерл. Henrietta Borghols),
- Абдул Хамид Осман (англ. Abdul Hamid Usman),
- Лилик Херавати (англ. Lilik Herawati),
- Титиа ван Дижкум (нидерл. Titia van Dijkum),
- Хендрика ван Гамбург (нидерл. Hendrika van Hamburg).

## Катастрофа
1 декабря 1974 года самолёт был зафрахтован индонезийской авиакомпанией Garuda Indonesia и 4 декабря выполнял чартерный рейс MP138 из Сурабаи в Джидду с промежуточной посадкой в Коломбо для дозаправки. Помимо 3 членов лётного экипажа, на борту находились 6 бортпроводников: 4 из Martinair и 2 из Garuda Indonesia. Всего в салоне разместились 182 пассажира — жители Индонезии, которые направлялись на хадж в Мекку.

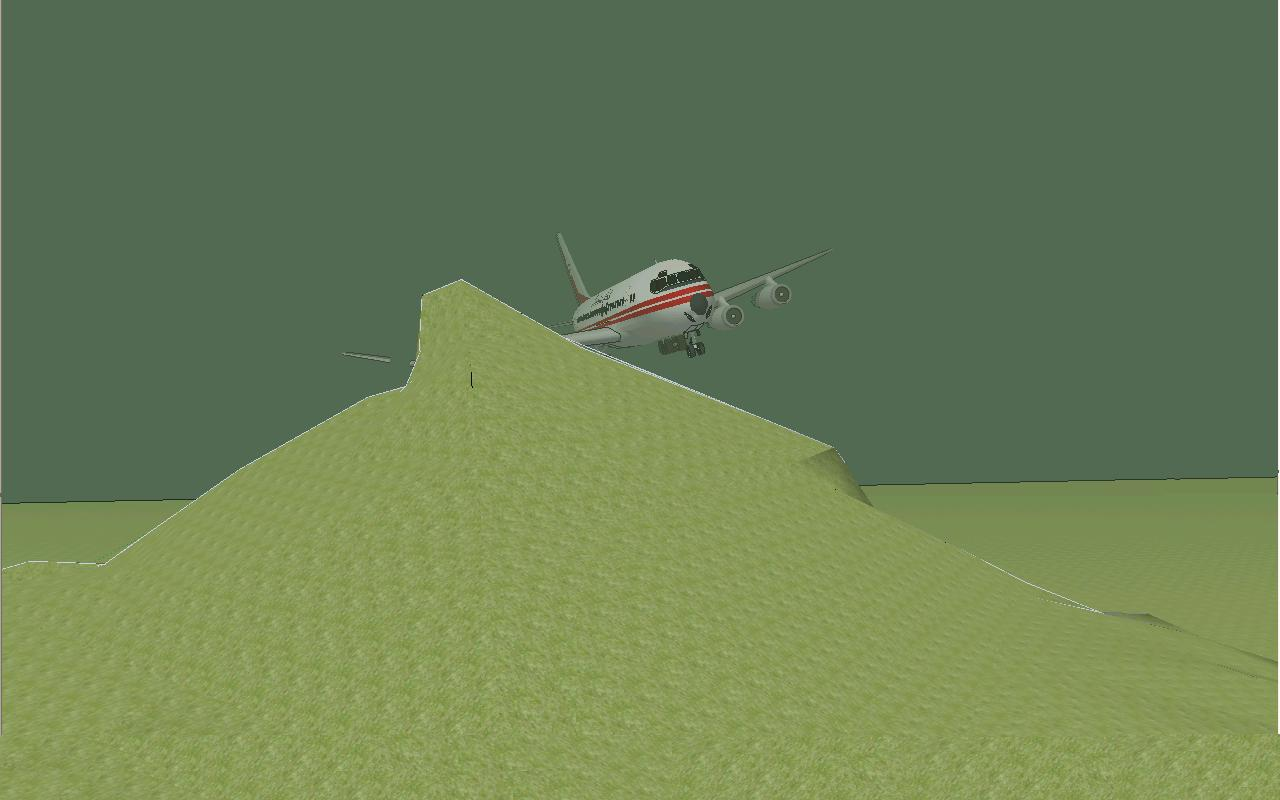
Компьютерная реконструкция катастрофы

В 12:03 UTC рейс 138 вылетел из международного аэропорта имени Джуанды (Сурабая) и в 12:27 занял эшелон 260 (26 тысяч футов или 7,9 километра). После прохода в 12:41 радиомаяка Jerabon рейс направился к радиомаяку Halim Beacon, оценив его прохождение в 12:54. В 12:54 экипаж доложил о пролёте Halim Beacon, после чего, по ранее данному указанию диспетчера, начал набор высоты и в 13:05 доложил о занятии эшелона 350 (35 тысяч футов или 10,7 километра). В 13:09, как и оценивалось, был пройден Танджунг-Каранг, а в 13:34 — Бенкулу. Следующим пунктом траектории полёта была точка входа в район диспетчерского центра Коломбо — 01°10′ с. ш. 92°00′ в. д., достижение которой было оценено в 15:03.
В район Коломбо рейс 138 вошёл несколько раньше — в 14:57. Через час после прохода 92° и пролетев 467 морских миль (865 километров), в 15:57 экипаж доложил о пересечении меридиана 85° и дал оценку достижения побережья в 16:27. В ответ диспетчер дал указания по переходу на связь с диспетчером Коломбо-контроль. В 16:22 экипаж доложил Коломбо-контроль об удалении в 130 миль (241 километр) и высоте полёта 35 тысяч футов. В 16:25 на частоте 119,1 МГц экипаж сообщил об удалении 120 миль, высоте полёта 35 тысяч футов, расчётном времени достижения побережья в 16:30 и посадки в аэропорту Бандаранаике в 16:45. В ответ диспетчер дал разрешение снижаться до высоты 150 (4572 метра) и докладом об удалении 50 миль. Около 16:35 пилоты доложили об удалении 50 миль (93 километра) и высоте 160 (4877 метров), на что получили разрешение снижаться до 5000 футов (1524 метра) с докладом о прохождении 8000 футов (2438 метров). Также экипаж предупредил диспетчера подхода о приближении к аэропорту.

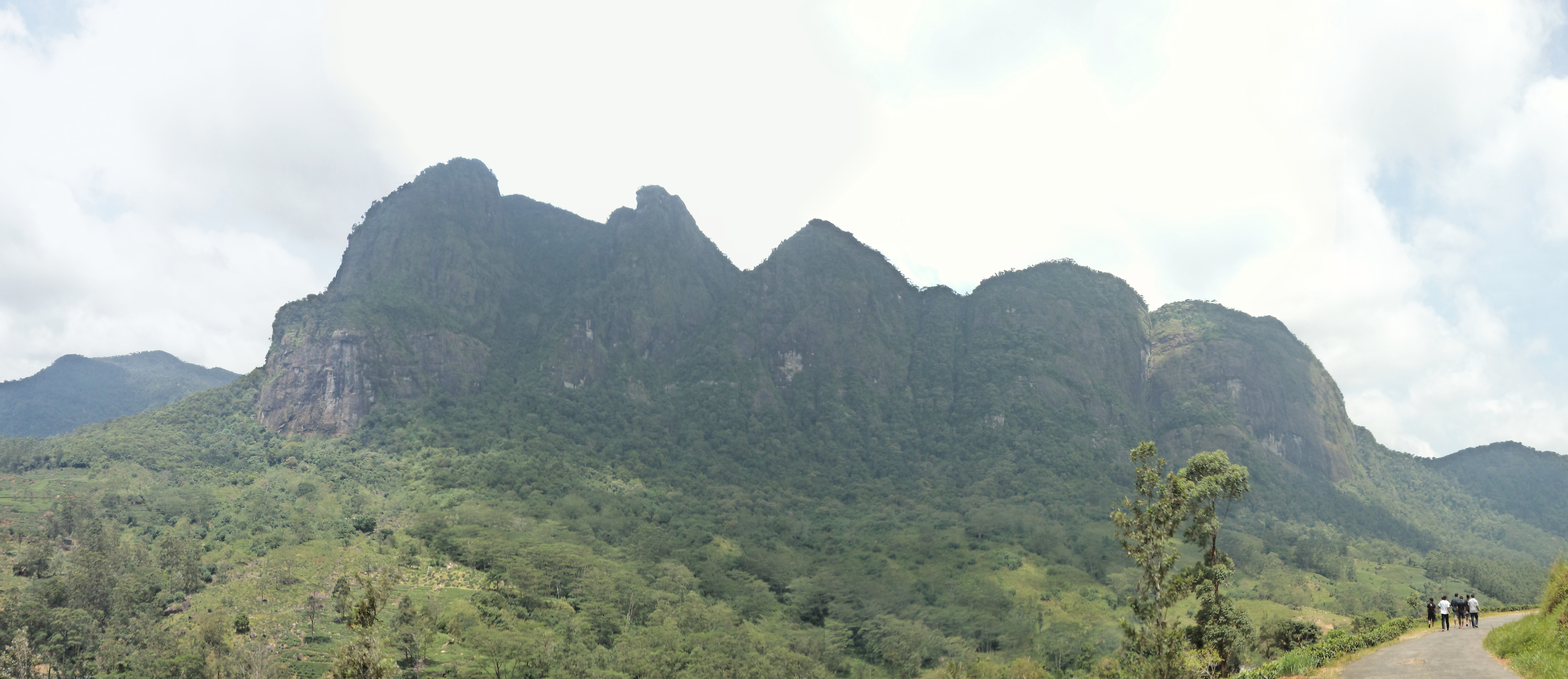
Панорама хребта Сапта-Канья

В 16:38 было доложено о прохождении 8000 футов, на что диспетчер контроля дал указание переходить на связь с диспетчером подхода на частоте 119,7 МГц. В 16:38:10 экипаж вызвал подход на частоте башни — 118,7 МГц. Диспетчер подхода ответил на своей частоте, но ему не ответили. После второго вызова от экипажа диспетчер понял, что те работают на частоте башни и также переключился на эту частоту. После установления связи в 16:39:48 с самолёта доложили: Мы проходим между семью тысячами и шестью тысячами, удаление один четыре [14] миль (англ. We arc out of seven thousand for six thousand and we are one four miles out.). Тогда диспетчер в 16:39:55 ответил: Один три восемь, понял. Снижайтесь до двух тысяч футов. QNH один ноль один ноль, температура два шесть, полоса ноль четыре, ветер ноль шесть ноль градусов один ноль. Доложить Кило Альфа Танго и наблюдение полосы (англ. One three eight, Roger descend to two thousand feet, QNH one zero one zero temperature two six runway zero four wind is zero six zero degrees one zero report Kilo Alpha Tango or field in sight.). В 16:40 экипаж повторил указание на снижение, на что диспетчер подтвердил правильность принятия информации. Это была последняя радиопередача с рейса 138.

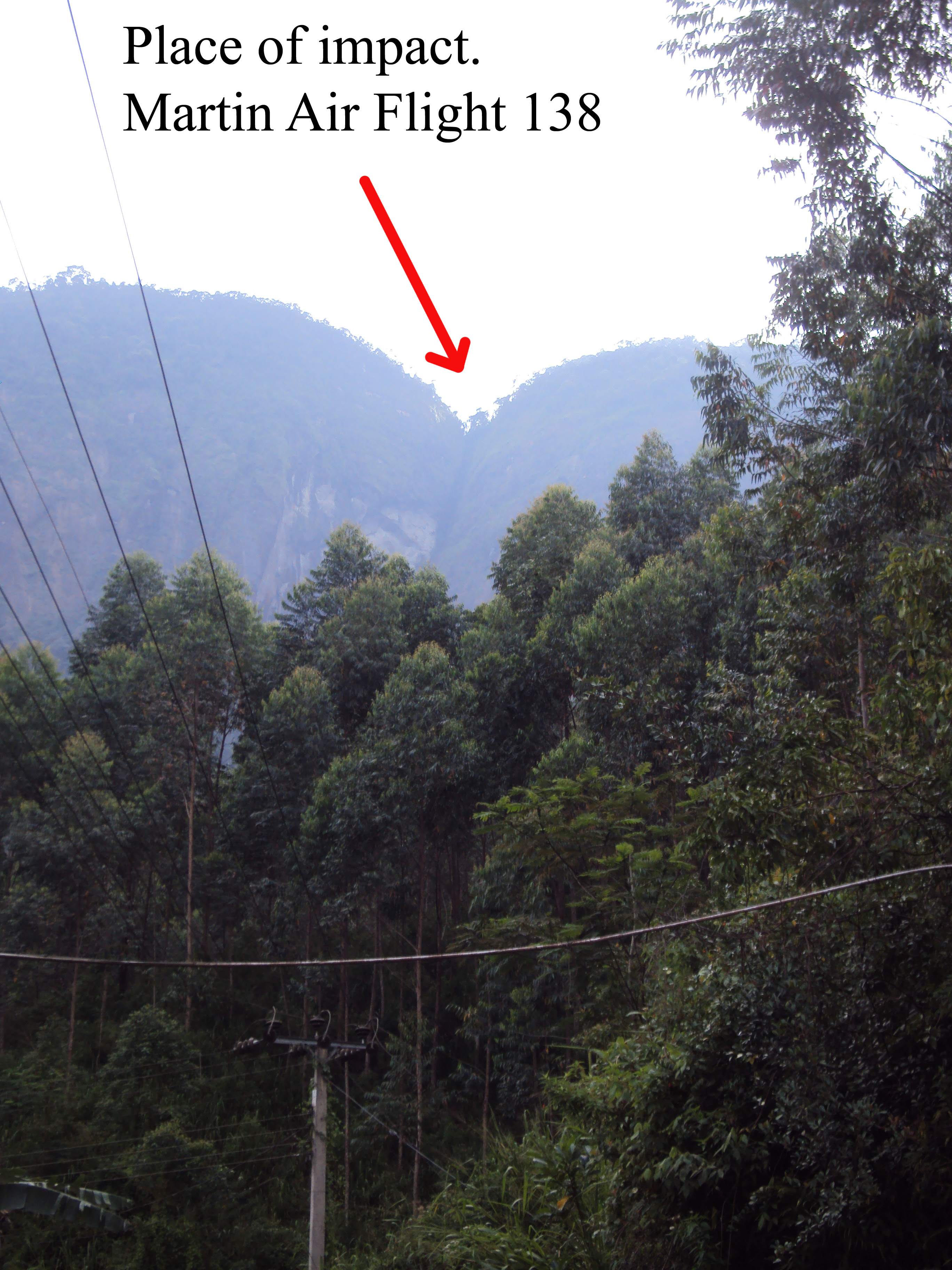
Примерное место катастрофы

Экипаж неверно назвал своё удаление диспетчеру, так как на самом деле авиалайнер был гораздо дальше. В 16:45 UTC (22:45 местного времени) летящий по курсу 296° DC-8 на высоте 4309 футов (1313 метров) ударился краем крыла о четвёртую гору (высота 4800 футов или 1463 метра) хребта Сапта-Канья и прочертил на её склоне царапину в 35 метров длиной. Экипаж попытался начать набор высоты, но затем на высоте 4355 футов (1327 метров) и в 40 милях (74 километра) от аэропорта самолёт врезался в пятую гору — Анджималай (Anjimalai), высотой 4640 футов (1414 метров), и полностью разрушился. Все находящиеся на борту 9 членов экипажа и 182 пассажира погибли.
На момент событий это была вторая крупнейшая авиакатастрофа в мире, после катастрофы DC-10 во Франции. Также на 2024 год остаётся крупнейшей авиакатастрофой в Шри-Ланке и третьей с участием DC-8.